# Nicoline Weywadt
Nicoline Weywadt, nata Nicoline Marie Elise Weywadt (Djúpivogur, 5 febbraio 1848 – 20 febbraio 1921), è stata una fotografa islandese.

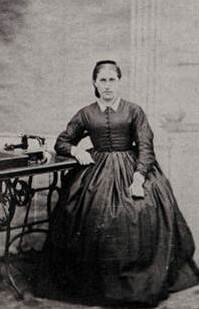
Autoritratto della fotografa Nicoline Weywadt

È stata la prima donna islandese ad aver studiato e praticato fotografia nel suo paese.

## Biografia
Figlia di Niels Peter Emil Weywadt (1814–1883), direttore dell'impresa Ørum & Wulff, e della moglie danese Sophie Brochdorf (1826–1902). Nicoline era la seconda di 14 figli. Il padre costruì la casa nel 1880-1882 non lontano da Djúpivogur, a Taigarhorn, dichiarata e protetta quale monumento nazionale anche perché costruita in carta catramata, piuttosto insolita in Islanda. La zona stessa è molto particolare e considerata unica al mondo per la presenza di zeoliti ed è perciò riserva naturale.
Nicoline studiò fotografia e mineralogia a Copenaghen, conseguendo la laurea nel 1872. Tornata in Islanda, aprì uno studio fotografico a Djúpivogur, il primo nell'Islanda orientale. Nel 1883, in seguito alla morte del padre, nella casa di Taigarhorn vi allestì un laboratorio fotografico fotografando anche altre zone in espansione come Seyðisfjörður e Eskifjörður. Weywadt ha lavorato in fotografia per circa trent'anni mentre nel frattempo ha insegnato i trucchi del mestiere alla nipote Hansína Regína Björnsdóttir (1884–1973) come assistente.

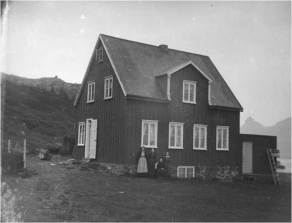
La casa di Teigarhorn fotografata da Nicoline Weywadt

Nel 1888 Weywadt ritornò nuovamente a Copenaghen per imparare le nuove tecniche della fotografia a secco, tecniche difficili da reperire sull'isola, anche perché la concorrenza si stava espandendo se nel 1890 i fotografi in Islanda erano già 10 e nel 1900 il numero era salito a 23. Decise di abbandonare la fotografia nel 1903 lasciando lo studio alla nipote che l'anno prima si era a sua volta laureata a Copenhaghen.
Nel 2022 il Museo Nazionale d'Islanda di Reykjavík, che conserva il suo patrimonio fotografico, le ha dedicato un'ampia retrospettiva intitolata In The Shadow.